# Mohamed Allaoua
Mohamed Allaoua, (en kabyle: Muḥemed Allawa ou Muḥand Allawa, ⵎⵓⵀⴻⵎⴻⴷ ⴰⵍⵍⴰⵡⴰ), né le 25 août 1980 à Alger, est un chanteur, musicien et interprète algérien kabyle.
Il écrit et chante des textes en kabyle et en arabe algérois et rencontre un grand succès populaire. Certains de ses textes sont engagés en faveur de la défense de la culture amazighe et des aspirations de la jeunesse algérienne.

## Biographie

### Enfance
Mohamed Allaoua, né d'une mère algéroise et d'un père kabyle, développe dès son plus jeune âge une passion pour la musique. Influencé par des icônes de la chanson kabyle telles que Matoub Lounès, Idir et Aït Menguellet, il apprend la langue kabyle et s'imprègne de leurs styles et de leurs textes.

### Carrière musicale
Pour perfectionner ses compétences musicales, Mohamed Allaoua suit des cours à l'école El-Maoussilia à Alger. Au début des années 2000, il se lance dans une carrière professionnelle qui marquera la scène musicale kabyle.
C'est à 16 ans qu'il sort son premier album, il préfèrera chanter en kabyle que faire du raï et dira « Je ne me suis jamais imaginé chanter en arabe. On m’en a dissuadé, mais je n’ai rien voulu entendre. Je voulais défendre mon identité. ». Il se fait connaître dans un émission télévisée, et gagne en réputation notamment avec une collaboration avec Lotfi Double Kanon.
Grand amateur de football, Mohamed Allaoua rend hommage à son club de cœur, la JS Kabylie, avec la chanson "Baba Chikh". Ce titre rencontre un grand succès et ouvre la voie à plusieurs opportunités, lui permettant de signer de nombreux contrats.
En Kabylie, Mohamed Allaoua connaît un immense succès grâce à son style musical festif, tout en abordant des thèmes plus graves et engagés dans ses chansons. Sa contribution à la modernisation de la musique kabyle est largement reconnue, combinant tradition et innovation pour toucher un large public.
Mohamed Allaoua quitte l'Algérie pour aller vivre à Paris depuis 2011.
Le 12 janvier 2019, il participe aux côtés de ses idoles Idir et Aït Menguellet à "1, 2, 3 Kabylie", un concert dans la cène parisienne de Bercy pour fêter Yennayer 2969.

## Discographie

### Singles
- 2023 : Isem
- 2023 : Ad tteddu
- 2025 : Tanumi